# Сръбски военни паметници в Северна Македония
Това е списък на сръбските военни мемориали в Северна Македония.
| №   | Име                             | Място                  | Година         | Описание | Състояние                                                                                            | Снимка |
| --- | ------------------------------- | ---------------------- | -------------- | --- | --- | ------ |
| 1.  | Зебърняшка костница             | Младо Нагоричане       | 1937 г.        | костница на загиналите сръбски войници в Кумановската битка от 23 – 24 октомври по време на Балканската война                                                                             | частично разрушена на 24 май 1942 г. от българските власти                                           |        |
| 2.  | Кумановско гробище              | Куманово               |                | погребани неизвестен брой сръбски войници | |        |
| 3.  | Кривопаланска костница          | Крива паланка          |                | параклис с погребани сръбски войници, загинали в Балканската война | обновена в 2004 г.                                                                                   |        |
| 4.  | Каленишка костница              | Щип                    |                | параклис-костница с погребани сръбски войници, загинали в Междусъюзническата война при Брегалница, Овче поле, Ежево, Калиманци, по проект на Иван Мещрович и изписана от Кръсто Хегедушич | разрушена от българските власти през Втората световна война за построяване на метеорологична станция |        |
| 5.  | Сеняшка костница                | Щип                    | 1931 г.        | параклис-костница с погребани сръбски войници, загинали в Междусъюзническата война | разрушена от българските власти в 1941 г.                                                            |        |
| 6.  | Долнокаласларска костница       | Долно Каласлари        | 1928 - 1930 г. | параклис-костница с погребани сръбски войници, загинали в 1912 - 1918 г. по проект на Владимир Девич                                                                                      | санирана в 1975 г.                                                                                   |        |
| 7.  | Удовска костница                | Удово                  | 1934 г.        | параклис-костница с погребани 261 сръбски войници, убити във Валандовската акция на ВМРО от 20 март, Велики петък, 1915 г.                                                                | поддържана                                                                                           |        |
| 8.  | Сръбско военно гробище          | Битоля                 |                | близо до Хераклея Линкестис, 1321 гроба на загинали в Първата балканска и Първата световна война                                                                                          | частично обновено в 1998 г.                                                                          |        |
| 9.  | „Св. св. Петър и Павел“         | Битоля                 |                | в църковния двор са погребани френски, а вероятно и сръбски войници, загинали в Първата световна война                                                                                    | |        |
| 10. | Сръбско военно гробище          | Добровени              |                | погребани сръбски войници, загинали в Първата световна война | лошо                                                                                                 |        |
| 11. | Сръбско военно гробище          | Бач                    |                | погребани сръбски войници, загинали в Първата световна война | лошо                                                                                                 |        |
| 12. | Сграда на върховното командване | Бач                    |                | след сражението на Каймакчалан тук е разположено сръбското върховно командване, начело с регента Александър                                                                               | много лошо                                                                                           |        |
| 13. | Сръбско военно гробище          | Скочивир               |                | погребани сръбски войници, загинали в Първата световна война | много лошо                                                                                           |        |
| 14. | „Свети Петър“                   | Каймакчалан            | 1928 г.        | параклис-костница на загиналите сръбски войници в Първата световна война | много лошо                                                                                           |        |
| 15. | Сръбско военно гробище          | Търново (Студена вода) |                | погребани сръбски войници, загинали в Първата световна война | много лошо                                                                                           |        |
| 16. | Сръбско военно гробище          | Будимирци              |                | погребани сръбски войници, загинали в Първата световна война | много лошо                                                                                           |        |
| 17. | „Въведение Богородично“         | Буково                 | 1927 г.        | храм, издигнат край гробовете на сръбски войници, загинали в Първата световна война | относително добро                                                                                    |        |
| 18. | „Свети Архангел Гавриил“        | Битоля                 |                | храм, издигнат за погребване на сръбски войници, загинали в Първата световна война | относително лошо                                                                                     |        |
| 19. | „Св. св. Кирил и Методий“       | Прилеп                 | 1926 - 1936 г. | храм, издигнат за погребване на сръбски войници, загинали в Първата световна война | добро                                                                                                |        |
| 20. | „Свети Архангел Михаил“         | Скопие                 | 1934 г.        | храм, издигнат след премахването на гробове на сръбски войници, загинали в Първата световна война, чиито тела са пренесени в костницата                                                   | добро                                                                                                |        |
| 21. | „Възнесение Господне“           | Романовце              | 1940 г.        | храм, издигнат в чест на жителите, загинали в Първата световна война | относително добро                                                                                    |        |
| 22. | Паметник                        | Рамне                  | 1925 г.        | паметник по проект на Момир Корунович, издигнат в чест на около 400 мобилизирани войници, загинали в Първата световна война в 1915 г. Разрушен е през 1941 г. от българските власти       | не съществува                                                                                        |        |
| 23. | Параклис паметник               | Кучково                | 1933 г.        | проект на Момир Корунович | разрушен от българските власти през Втората световна война                                           |        |
| 24. | Горноманастирешка костница      | Горни Манастирец       |                | издигната в памет на 103 сърбомани от Поречието убити от български части в Клането на Дервишка нива                                                                                       | добро                                                                                                |        |
| 25. | Паметник костница               | Куманово               | 1957 г.        | издигната за останките от загиналите комунистически партизани от Куманово и Кумановско | |        |
| 25. | Церенско училище                | Цера                   | 1937 г.        | костница в мазето за останките на загиналите сръбски войници при Говедарник, Осогово, Редки буки, Пресека по време на Междусъюзническата война                                            | в 1979 - 1980 г. реставрирана и консервирана                                                         |        |
| 26. | Сръбско военно гробище          | Живойно                |                | погребани сръбски войници от Вардарската дивизия | относително запуснато                                                                                |        |
| 27. | Сръбско военно гробище          | Грунища                |                | погребани сръбски войници от Вардарската дивизия, загинали в Балканските и Първата световна война                                                                                         | относително запуснато                                                                                |        |
| 28. | „Свети Архангел Михаил“         | Старавина              | преди 1939 г.  | църква-костница | недовършена                                                                                          |        |
| 29. | Сръбско военно гробище          | Орехово                |                | погребани сръбски войници от Балканските и Първата световна война | запуснато, запазени само два надгробни паметника                                                     |        |
| 30. | Ранковска костница              | Ранковце               |                | погребани бойци от Шеста южноморавска бригада, загинали на 27 априла 1944 г. | относително добро                                                                                    |        |